# Francesco Maidalchini
Francesco Maidalchini (Viterbo, 21 aprile 1631 – Nettuno, 13 giugno 1700) è stato un cardinale italiano.
Figlio di Andrea Maidalchini e Pacifica Feliziani, nonché nipote di Olimpia Maidalchini, grazie all'influenza di quest'ultima riuscì a vantare una notevole carriera ecclesiastica che in breve tempo lo condusse al cardinalato. Fu zio del cardinale Fulvio Astalli.

## Biografia
Nonostante il nepotismo fosse stato abolito ufficialmente dopo le riforme del primo Cinquecento di papa Giulio II, la figura del pontefice all'epoca aveva ancora una certa tendenza a favorire personalità specifiche della curia pontificia, e di questo influsso godette proprio il Maidalchini che era nipote della cognata di papa Innocenzo X e che poté accedere alla carica di cardinal nipote dopo la rinuncia di Camillo Francesco Maria Pamphili che rigettò la porpora per sposare Olimpia Aldobrandini e fino alla nomina del cardinale Sigismondo Chigi, effettuata da  Clemente IX, è stato il porporato italiano più giovane.
Prima ancora di ricevere la dignità cardinalizia, era stato nominato Abate commendatario di San Martino e San Gaudenzio di Rimini e di San Pancrazio fuori le mura di Roma. Ricevette il titolo di Canonico della Basilica di San Pietro a Roma.
La sua presenza nella corte pontificia, non fu comunque gradita ai più e lo scrittore Gregorio Leti così lo descriveva:
Nonostante questa sua reputazione ed il fatto che il pontefice non lo ritenesse un elemento valido, egli era comunque un membro della famiglia papale all'interno del collegio cardinalizio e, dal canto suo, la sua posizione gli garantì una serie di onorificenze consistenti, venendo proclamato cardinale nel concistoro del 7 ottobre 1647, ricevendo in un primo momento la diaconia di Sant'Adriano al Foro (16 dicembre 1647) ed optando in seguito per il titolo di San Pancrazio, che gli venne concesso pro illa vice in diaconia il 5 maggio 1653. Successivamente passò alla diaconia di Santa Maria in Portico Campitelli dal 23 marzo 1654, partecipando con questo titolo al conclave del 1655 che elesse pontefice Alessandro VII.
Privo di conoscenze politiche adeguate al suo ruolo, il Maidalchini venne formato dai cardinali Giovanni Giacomo Panciroli e Domenico Cecchini, ma continuò a conservare una posizione politica sostanzialmente debole: da un lato infatti sua zia lo manteneva sotto la propria stretta tutela per evitare che questi prendesse troppo potere od influenza rispetto a lei, imponendogli addirittura di risiedere con lei a Palazzo Pamphili a Piazza Navona piuttosto che nei palazzi pontifici. D'altro canto i nipoti diretti del papa avevano nei confronti di Francesco una netta opposizione ritenendolo un cardinal nipote "adottivo" e non vollero avere rapporti con lui.
L'11 ottobre 1666 ottenne la diaconia di Santa Maria in Via Lata divenendo successivamente cardinale protodiacono, avendo il privilegio di incoronare personalmente i successivi tre papi saliti al soglio pontificio. Partecipò al conclave del 1667 che elesse papa Clemente IX, tornando nuovamente in Cappella Sistina per il conclave del 1669-1670, che elesse papa Clemente X. Partecipò infine al conclave del 1676 che elesse papa Innocenzo XI ed a quello del 1689 che elesse papa Alessandro VIII.
Venne ordinato sacerdote solo nel 1689, quando prese i voti, optando per il titolo di Santa Maria in Via dal 19 ottobre 1689. Partecipò con questo titolo al conclave del 1691 che elesse papa Innocenzo XII, scegliendo infine il titolo di Santa Prassede (23 luglio 1691).
Fu lui che, nella celebrazione della notte di Natale del 1649, aprì ufficialmente la Porta santa della basilica romana di Santa Maria Maggiore, inaugurando il Giubileo del 1650.
Non ebbe mai la consacrazione a vescovo.
Morì a Nettuno il 13 giugno 1700, verso mezzogiorno, venendo trasferito a Roma il giorno successivo. Qui ebbe luogo il funerale il 15 giugno di quello stesso anno e la sua salma venne sepolta nella Basilica di Sant'Eustachio di Roma.

## Attitudini politiche
Nella rivalità politica tra Francia e Spagna, il Maidalchini inizialmente si allineò a favore della Spagna. Ad ogni modo, i capi della fazione spagnola a Roma gli tributarono sempre poca considerazione e rispetto e pertanto egli cambiò schieramento. Nel conclave del 1655 egli continuò a sostenere i membri del partito spagnolo, ma successivamente fu uno dei più strenui sostenitori del Regno di Francia nel Collegio dei Cardinali.

## Ascendenza
|                                           |   |                | Genitori |  |  | Nonni              |  |  | Bisnonni           |  |
|                                           |   |                |          |  |  | Sforza Maidalchini |  |  | Andrea Maidalchini |  |
|                                           |   |                |          |  |  | Sforza Maidalchini |  |  | Andrea Maidalchini |  |
|                                           |   | …              |          |  |  | Sforza Maidalchini |  |  |                    |  |
| Andrea Maidalchini, marchese di Ripa Alta |   |                |          |  |  | Sforza Maidalchini |  |  |                    |  |
|                                           |   | Ortensia Febei | …        |  |  |                    |  |  |                    |  |
|                                           |   | Ortensia Febei | …        |  |  |                    |  |  |                    |  |
|                                           |   | Ortensia Febei | …        |  |  |                    |  |  |                    |  |
| Francesco Maidalchini                     |   | Ortensia Febei |          |  |  |                    |  |  |                    |  |
|                                           | … | …              |          |  |  |                    |  |  |                    |  |
|                                           | … | …              |          |  |  |                    |  |  |                    |  |
|                                           | … | …              |          |  |  |                    |  |  |                    |  |
| Pacifica Feliziani                        | … |                |          |  |  |                    |  |  |                    |  |
|                                           |   | …              | …        |  |  |                    |  |  |                    |  |
|                                           |   | …              | …        |  |  |                    |  |  |                    |  |
|                                           |   | …              | …        |  |  |                    |  |  |                    |  |
|                                           |   | …              |          |  |  |                    |  |  |                    |  |